# Leptosialis africana
Leptosialis africana là một loài côn trùng trong họ Sialidae thuộc bộ Megaloptera. Loài này được Esben-Petersen miêu tả năm 1920.